# Sigur Rós
Sigur Rós (islandsko Zmagovalna roža) je islandska glasbena skupina, ki je bila ustanovljena leta 1994 v Reykjavíku. Skupino uvrščamo med alternativne glasbene skupine in sicer natančno v zvrst post rock s klasičnimi, melodičnimi in minimalističnimi elementi.

## Zgodovina
Skupina se je poimenovala po imenu sestre enega od članov, ki se je rodila na dan ustanovitve skupine. 
Sigur Rós so nekaj časa delovali kot predskupina zasedbe Radiohead.
Skupina je avtor dela skladb za film Englar Alheimsins. Tudi za filma Vanilla Sky in The Life Aquatic with Steve Zissou so prispevali glasbo. 
Prvi veliki koncert so imeli leta 2001, ko so na otvoritvi gejevske in lezbične parade v Reykjavíku igrali pred 12.000 gledalci. 
Leta 2003 so prispevali glasbo za koreografijo Split Sides. Dve leti kasneje so sodelovali tudi pri projektu »Little Match Girl«. 
V Sloveniji so imeli edini koncert 5.9.2012, v Mariboru, na Trgu Leona Štuklja, v okviru Mars festivala. Predskupina je bila Melodrom.

## Stil
Njihova sferična, mestoma melanholična glasba jim je uspela prodret na trge v Evropi, Severni Ameriki in na Japonskem. Najlažje jih je uvrstit v postrock ali med predstavnike ambientalne glasbe. Sami imenujejo svojo glasbo Slo-Mo Rock (Slow-Motion Rock), torej »rock v počasnem posnetku«. 
V živo jih že dolgo spremlja skupina Amina, ki nastopa kot predskupina. 
Pevec Jónsi poje pesmi deloma v islandščini (Ágætis Byrjun), deloma v vonlandščini (fiktivni jezik; von pomeni v islandščini »upanje«). Njegov stil petja (Falsett) in specifični način igranja kitare (z lokom za čelo) določata enkraten slog glasbe skupine. 
12. septembra 2005 je izšla plošča Takk..., s katero skupina naprej razvije svoj stil in se zahvali publiki za zvestobo (takk v islandščini pomeni »(za)hvala«).

## Diskografija
- Von (1997, 2004)
- Von Brigði (1998)
- Ágætis byrjun (1999)
- ( ) (2002)
- Hlemmur (2003)
- Takk... (2005)
- Með suð í eyrum við spilum endalaust (2008)
- Valtari (2012)
- Kveikur (2013)
- Átta (2023)

## Filmska glasba
- Englar Alheimsins (2000)
- Vanilla Sky (2001)
- CSI (2.08, 2001)
- The Life Aquatic with Steve Zissou (2004)
- síðasti bærinn (the last farm) (2004)

## Nagrade
- 2002: Icelandic Music Award za najboljši video
- 2003: MTV European Award za najboljši mednarodni video
- 2003: New York Underground Film Festival Award za avdio-vizualno podobo